# Carcharodon carcharias
Il grande squalo bianco (Carcharodon carcharias Linnaeus, 1758), chiamato anche carcarodonte o talvolta semplicemente squalo bianco, è un pesce cartilagineo della famiglia dei Lamnidi che si trova nelle acque superficiali costiere di tutti i principali oceani. Unico rappresentante vivente del genere Carcharodon, con i suoi oltre 6 metri e 2 tonnellate di peso, questo squalo è il più grande pesce predatore esistente sul pianeta, il terzo pesce più grande in assoluto, dopo lo squalo balena e lo squalo elefante, nonché uno dei più grandi animali marini e l'unico squalo macro predatore vivente che possa competere in dimensioni con i grandi cetacei, almeno fino ad un certo punto.

## Etimologia
È stato Carlo Linneo a dare allo squalo bianco il primo nome scientifico, Squalus carcharias, nel 1758. Sir Andrew Smith gli ha dato quello generico di Carcharodon nel 1833. Nel 1873 il nome generico è stato accorpato a quello scientifico dato da Linneo, diventando così quello attuale di Carcharodon carcharias. Carcharodon viene dal termine greco antico καρχαρόδων karcharódōn (composto di κάρχαρος kárcharos, che significa "aguzzo", con quello di ὀδούς, ὀδόντος, odóus, odóntos, che significa "dente"). Dato che καρχαρίας, karcharías, significa "squalo", il significato finale è "squalo dai denti aguzzi".

## Storia evolutiva
Il grande squalo bianco sembra essere apparso sul pianeta durante il Miocene, mentre il più antico fossile conosciuto è stato datato come risalente a 16 milioni di anni fa.
I paleontologi Shelton Applegate, John Maisey, Robert Purdy e il biologo Leonard Compagno sostengono che sia il Megalodon che lo squalo bianco siano derivati dal Cretolamna tramite il Carcharodon orientalis e che vadano dunque considerati membri di uno stesso genere (il Carcharias) e di una stessa famiglia (Lamnidi). Henri Cappetta, John Long, Mikael Siverson e David Ward ritengono invece che lo squalo bianco derivi da una linea separata da quella del Megalodon, il quale a sua volta deriverebbe dal Cretolamna tramite l'Otodus, due squali preistorici ormai estinti. Inoltre criticano i teorici della discendenza dal Carcharodon orientalis in quanto ritengono che esso appartenesse ad una linea evolutiva morta. La somiglianza tra i denti del Megalodon e quelli del bianco sarebbe allora soltanto il frutto di una convergenza evolutiva non dovuta ad un legame genetico diretto. Ma su questo punto il dibattito tra i biologi è ancora in corso.

## Descrizione
È una specie sempre massiccia, seppure di corporatura variabile. Il muso è di forma conica, un po' bombato nella parte inferiore. Ha occhi scuri e rotondi, è privo di membrana nittitante e ha cinque fessure branchiali, le quali possono pompare acqua soltanto se lo squalo è in movimento. La prima pinna dorsale è grande e falciforme e inizia a livello dell'estremità posteriore di quelle pettorali, anch'esse falciformi. La seconda pinna dorsale comincia a livello della pinna anale ed entrambe sono di piccole dimensioni. Tutte le pinne sono senza spina dorsale. La pinna caudale è grande e a forma di mezzaluna simmetrica, anche se in realtà la parte superiore è leggermente più lunga di quella inferiore. Il peduncolo caudale è depresso in senso dorso-ventrale, in modo da formare due ampie carene sui lati. Il colore è bianco nella parte inferiore del corpo, mentre ha tonalità variabili dal grigio al blu, talvolta ardesia, nella parte superiore. La linea di separazione tra le due colorazioni è netta e frastagliata e proprio grazie a questa doppia colorazione la visibilità dello squalo bianco viene ridotta, perché si presenta scuro se visto dall'alto e chiaro se visto in controluce.
La pelle dello squalo bianco (come quella degli altri squali) non è ricoperta di scaglie, ma di dentelli dermici appuntiti, che misurano da qualche decimo di millimetro a 1 cm, costituiti da una dentina ricoperta di smalto; hanno come funzione principale quella di far scorrere in modo altamente idrodinamico l'acqua lungo il corpo dello squalo e inoltre lo proteggono dai parassiti.

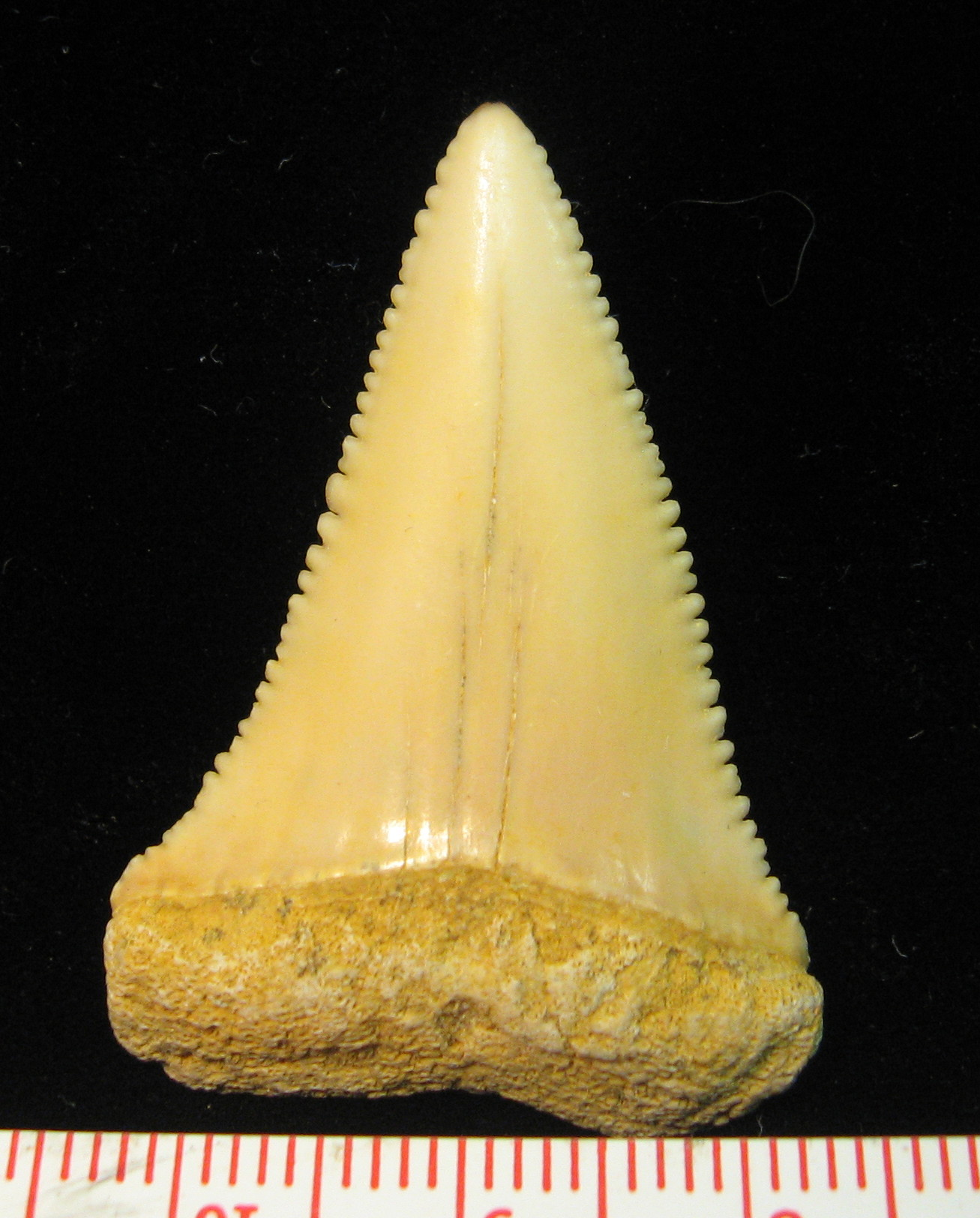
Dente dello squalo bianco

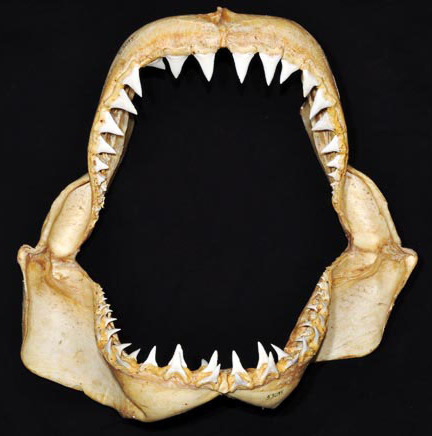
Fauci di squalo bianco

Possiede quella che, per convinzione popolare, è stata per anni ritenuta la più potente mascella tra gli animali viventi; studi più recenti hanno scoperto però che il morso dei coccodrilli è fino a quindici volte più potente. In verità, il morso dello squalo bianco non è nemmeno nella top 10 dei morsi più potenti del regno animale, probabilmente perché lo squalo si è evoluto per cacciare prede come foche, pesci e delfini, creature dal corpo tutto sommato molle e non corazzato, a differenza di predatori terrestri come tigri o orsi, che si sono evoluti per dare la caccia a grandi erbivori dalla mole possente e dalla costituzione massiccia e robusta. C'è inoltre da notare che lo squalo bianco, a differenza di quest'ultimi, non ha bisogno di un morso particolarmente forte perché uccide le sue prede più piccole ingoiandole immediatamente e quelle più grandi strappando loro brandelli di carne per poi aspettare che muoiano dissanguate (tattica denominata "mordi e fuggi"), laddove questi animali per uccidere le loro prede devono esercitare una grande forza per soffocarle.
La forza del morso di uno squalo bianco si ipotizza intorno ai 4 000 newton (410 kgf), pari a un quinto della sua massa corporea, esercitando così una pressione mascellare di 41 kg/cm². La stessa forza è esercitata da un leone, ma con un peso sei volte minore, mentre un coccodrillo marino della metà del suo peso può mordere con una potenza di oltre 16 414 newton (1 673,8 kgf) esercitando quindi una pressione di 167 kg/cm².
La bocca dello squalo bianco è dotata di varie file di denti: triangolari e seghettati sull'arcata superiore per sminuzzare la preda, lunghi e appuntiti su quella inferiore per pugnalare e tenere ferma la preda. I denti possono arrivare fino ai 7,5 cm di lunghezza.
Grazie alla rete mirabile che gli permette di sfruttare al meglio il calore generato dai potenti muscoli e dal metabolismo, riesce a raggiungere una leggera endotermia, cosa che permette al suo organismo di essere particolarmente reattivo e prestante durante la caccia.

### Dimensioni

Dimensioni in rapporto all'uomo

Nei grandi squali bianchi è presente il dimorfismo sessuale e le femmine sono più grandi dei maschi.
Nella maggior parte dei casi, i maschi misurano da 3,4 a 4,0 m, mentre le femmine da 4,6 a 4,9 m. Gli adulti di questa specie pesano mediamente 522–771 kg; tuttavia, le femmine mature possono arrivare ad un peso di 680–1.110 kg. Le femmine più grandi la cui dimensione è stata verificata arrivavano fino a 6,1 m di lunghezza ed avevano un peso, questo solo stimato, tra i 1.900 kg, ed i 2.268 kg. La dimensione massima è oggetto di dibattito perché molti rapporti sono stime approssimative o speculazioni eseguite in circostanze discutibili. Tra i pesci cartilaginei viventi, solo lo squalo balena (Rhincodon typus), lo squalo elefante (Cetorhinus maximus) e la manta gigante (Manta birostris), in quest'ordine, sono mediamente più grandi e pesanti. Queste tre specie non sono pesci predatori attivi e per nutrirsi filtrano passivamente organismi molto piccoli, come i gamberetti. Questo rende lo squalo bianco il più grande pesce predatore esistente. Gli squali bianchi alla nascita sono grandi circa 1,2 m e crescono di 25 cm ogni anno.
Secondo John Ernest Randall, il più grande squalo bianco misurato in modo affidabile era un individuo di 5,94 m segnalato a Ledge Point, nell'Australia occidentale nel 1987. Un altro esemplare di dimensioni simili fu una femmina catturata da David McKendrick di Alberton, nell'agosto 1983 nel golfo di San Lorenzo al largo dell'Isola del Principe Edoardo. Questa femmina era lunga 6,1 m. Pochi altri avvistamenti sono ritenuti attendibili. Tra questi troviamo lo squalo di Cuba: catturato nel 1945, la cui lunghezza venne dichiarata essere di oltre 6,4 m, anche se non fu mai ufficialmente registrata, e recenti studi sostengono che fosse più vicina ai 4,9 m. Nel 1997, a Hualiem, in Taiwan, venne catturato un grosso esemplare la cui lunghezza si aggirava tra i 6,7 e i 7 m secondo i locali, anche se la misura effettiva dell'animale non può essere accertata, dato che ne esiste una sola foto come prova e non fu analizzato accuratamente. Nel 1987 vennero catturati 2 squali in Australia, uno nell'Isola dei Canguri e il secondo a Cowes. Secondo i reperti, il primo misurava 7 m, anche se gli esperti dichiararono che fosse più corto di 1 m, mentre il secondo era lungo 6,33 m. A Filfla, Malta il 17 aprile 1987, il pescatore Alfredo Cutajar, catturò un esemplare che venne misurato sul posto, e la sua lunghezza era di 7,14 m, Cutajar però, dichiarò in seguito che la vera lunghezza era di 7 m e recenti studi sostengono che fosse lungo tra i 6,68 ed i 6,81 m. Tuttavia, nel 2019, è stato avvistato alle Hawaii un grande squalo bianco femmina conosciuto col nome di Deep Blue, sebbene l'animale non sia mai stato misurato tutte le fonti concordano sul fatto che lo squalo sia lungo 6,1 m.

### Sensi
A livello uditivo lo squalo bianco percepisce le vibrazioni sonore a grande distanza e il suo olfatto è molto acuto. Inoltre, come gli altri squali, può percepire dei debolissimi campi elettrici e bio-elettrici generati dall'attività motoria delle sue potenziali prede. Deve questa capacità a particolari organi sensoriali posti sull'estremità del muso chiamate "ampolle di Lorenzini". Grazie ad esse lo squalo riesce a percepire il campo elettrico di una preda a partire da mezzo miliardesimo di volt.
Inoltre, in comune con gli altri pesci e con la maggior parte degli anfibi, possiede la linea laterale, un organo composto da una serie di organi ricettori disposti lungo i fianchi dell'animale, sensibili alle vibrazioni a bassa frequenza e alle onde di pressione generate dal moto di corpi solidi nell'acqua. Le ampolle di Lorenzini e la linea laterale permettono allo squalo bianco di percepire la posizione, la grandezza e i movimenti di una preda, anche senza l'ausilio della vista, cosa utilissima in acque torbide, poco illuminate o nella fase finale dell'attacco, quando lo squalo ha già ruotato gli occhi all'indietro per proteggerli da eventuali graffi causati dalla preda che si difende. Si è infatti ritenuto, per molto tempo, che la vista giocasse un ruolo secondario nella predazione, ma si è capito recentemente che gli squali bianchi hanno una vista molto acuta, su cui fanno grande affidamento. La perdita parziale o totale della capacità visiva può compromettere le possibilità di sopravvivenza dell'animale: infatti nel momento del morso esso protegge i suoi occhi ruotandoli all'indietro fino a farli sparire dalle cavità oculari, a differenza di altre specie di squali che sono invece provviste di una protezione naturale chiamata membrana nittitante, che si alza come se fosse una palpebra, ma dal basso verso l'alto, con lo scopo di coprirne l'occhio, proprio per evitare qualsiasi lesione. Recenti studi hanno mostrato che di notte tende ad avvicinarsi alle coste molto illuminate per sfruttarne la luce riflessa.
Il grande squalo bianco è uno tra i pochi squali che sollevano regolarmente la testa sopra la superficie del mare per guardare gli altri oggetti: questo comportamento è tipico dei cetacei ma raro nei pesci ed è noto come spyhopping. Una possibile spiegazione di questa anomalia può essere dovuta al fatto che l'odore viaggia attraverso l'aria più velocemente che attraverso l'acqua, perciò, quella che apparentemente potrebbe essere scambiata per una forma di curiosità, sarebbe invece soltanto un modo di ottimizzare il pur già potente olfatto dello squalo.

### Dieta e caccia

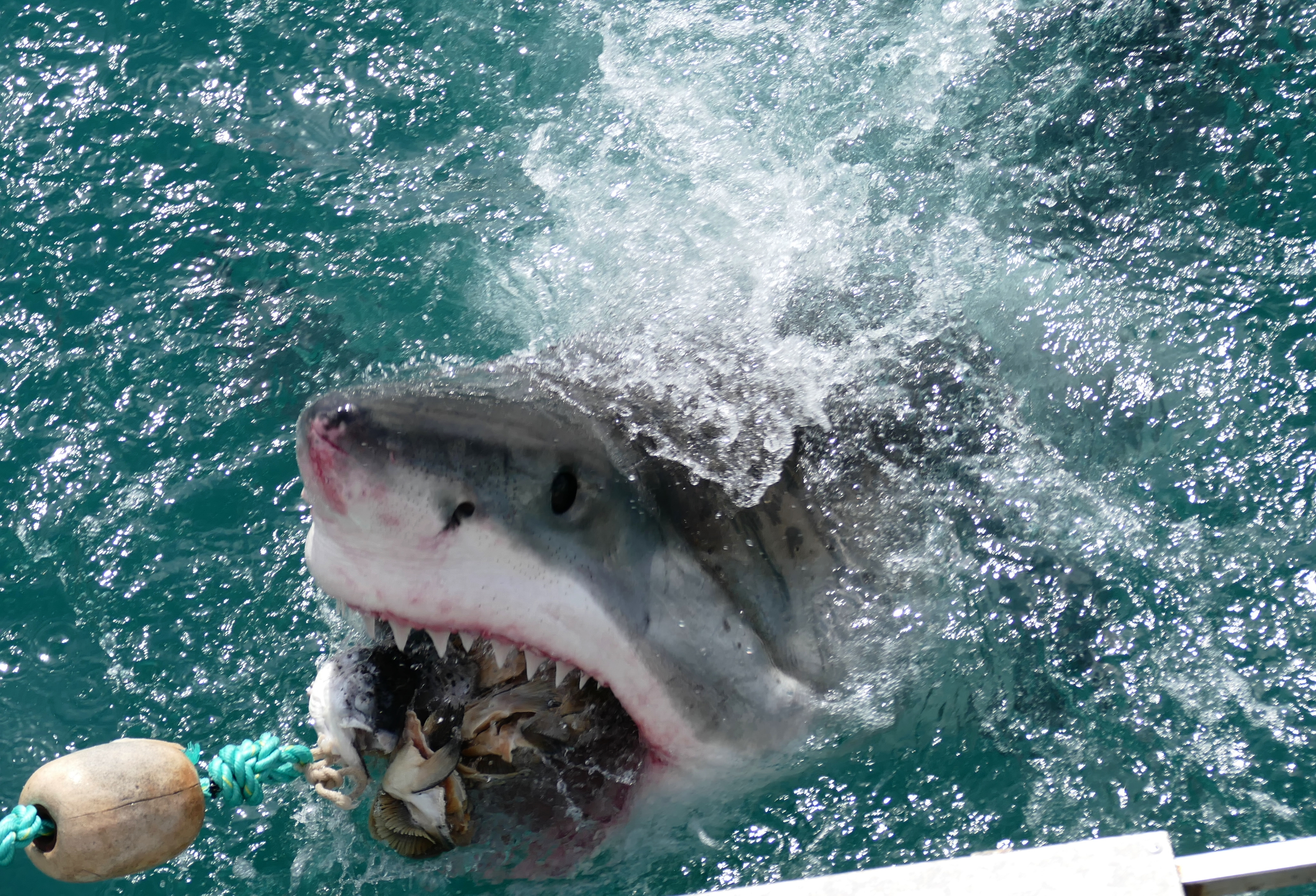
Uno squalo bianco attacca un'esca

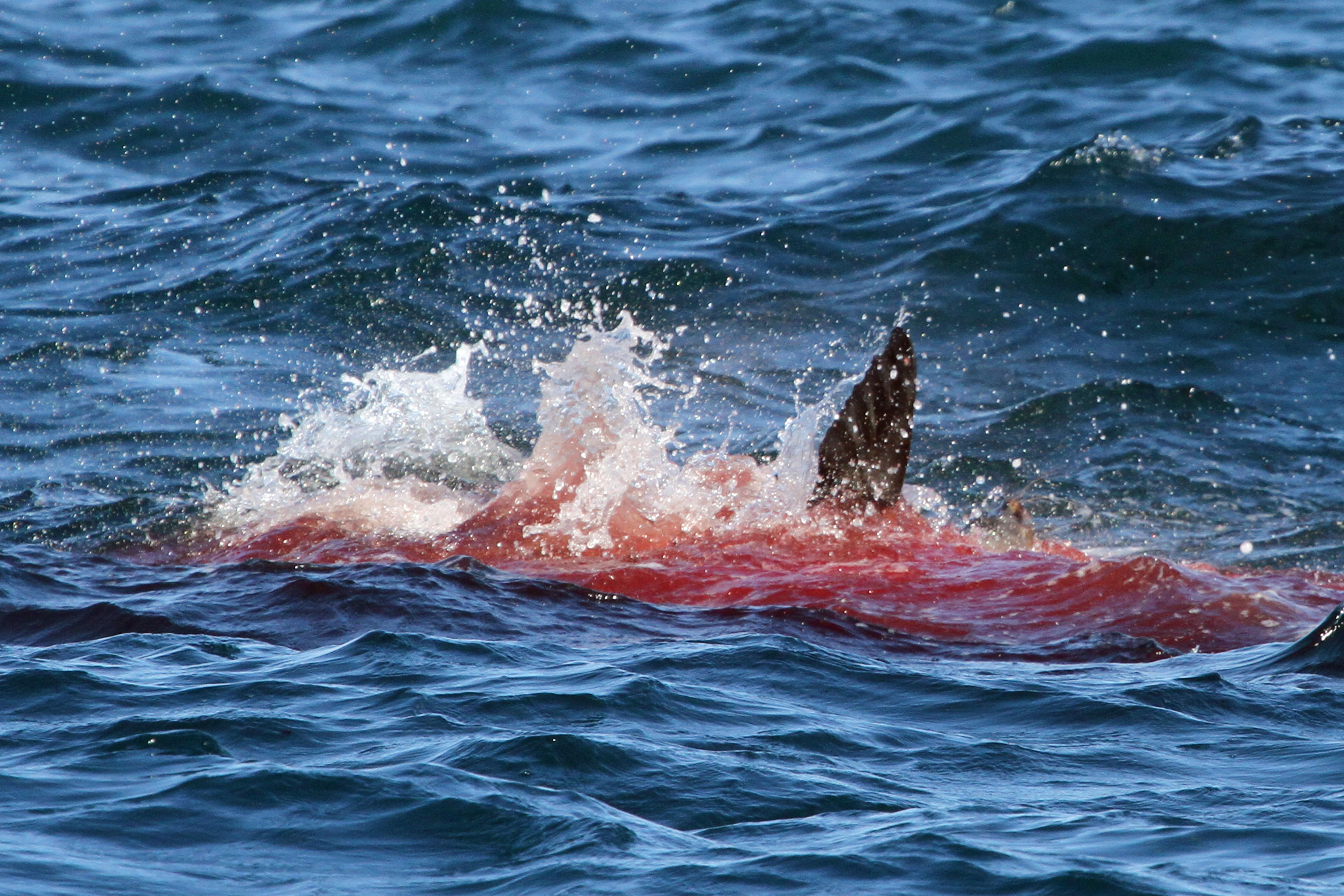
L'attacco ad un leone marino visto in superficie

Lo squalo bianco è un cacciatore altamente specializzato, anche se la sua dieta può variare molto a seconda della zona in cui vive. Nel Mar Mediterraneo caccia: tonni, pesci spada, tartarughe di mare, altri squali, delfini e uccelli marini. Non attacca grandi cetacei come le balene ma, se si imbatte in una carcassa, non esita a divorarla e, in queste situazioni, sembra essere più disponibile ad accettare la presenza di altri squali e sembra essere anche molto selettivo, divorando soltanto la parte più ricca di grassi e risputando il muscolo, meno nutriente. In altre parti del mondo può, ad esempio, cibarsi prevalentemente di foche o leoni marini. Sembra che non disdegni anche i rifiuti che vengono gettati dalle navi e qualunque tipo di spazzatura possa venire a trovare. Lo squalo bianco caccia le prede agili con una tecnica simile all'agguato, senza girare intorno alle sue prede, ma sorprendendole da sotto. La velocità in risalita, durante la predazione, gli è consentita dal fatto che, come tutti gli squali, è privo della vescica natatoria, organo idrostatico presente nei pesci ossei e che serve per stare a profondità variabili e che, comunque, rallenta una risalita rapida. I grandi squali bianchi possono nuotare a velocità di 25 km/h per brevi raffiche e fino a una profondità di 1.200 metri. Generalmente, questo pesce nuota vicino alla superficie.
A Seal Island, in Sudafrica, i grandi squali bianchi sono soliti predare le otarie orsine del capo che nuotano in superficie, soprattutto in prossimità delle isole, con una particolare tecnica di caccia. Tutto, solitamente, avviene durante le ore notturne, al crepuscolo o all'alba. La tecnica di caccia utilizzata è sorprendente: lo squalo nuota sui fondali in prossimità dei canali utilizzati dalle otarie per lasciare o tornare all'isola, al buio e a una profondità tra 20 e 30 m per risultare del tutto invisibile alle sue prede; una volta avvistata l'otaria, lo squalo si lancia all'attacco nuotando verso la preda in superficie a grande velocità (circa 40 km/h) addentando l'otaria in movimento. Tale è la velocità di movimento che lo slancio fa balzare lo squalo completamente fuori dall'acqua con l'otaria in bocca. Questo comportamento predatorio è stato documentato in Sudafrica, Australia e in California alle Farallon Islands.
Poiché ogni attacco comporta un grande dispendio di energie, lo squalo prepara i suoi agguati con grande attenzione, adattando il suo stesso stile di vita e i suoi spostamenti, in base ai luoghi e ai periodi di riproduzione delle sue prede. Una volta agguantata la preda lo squalo bianco scuote la testa utilizzando la mascella come una sega per provocare tagli più ampi e profondi al fine di strappare pezzi di carne più grossi, proprio come farebbe un cane. Secondo uno studio del Journal of Zoology pubblicato nel 2009, nel cacciare le foche lo squalo bianco sceglie e pedina le sue prede a distanza, in cerca del momento migliore per colpire, ed è in grado di trarre esperienza da ogni attacco al fine di aumentare la percentuale di successo e minimizzare il dispendio di energie.
La tecnica di caccia varia a seconda del tipo di preda. Le foche, più piccole, vengono predate dal basso verso l'alto e uccise e divorate immediatamente. Gli elefanti marini del nord, invece, essendo più grandi e pericolosi, vengono morsi posteriormente in modo da far sì che la preda non possa muoversi; così facendo lo squalo attende al sicuro che la preda si dissangui per poi divorarla con calma. Lo squalo bianco può occasionalmente tentare di attaccare: lagerinchi, grampi, tursiopi, suse, focene e focenoidi ma la loro velocità e il loro sonar riescono nella maggior parte delle volte a far sì che i suoi attacchi non vadano a segno. Talvolta, se in gruppi numerosi, i delfini possono far allontanare l'aggressore grazie a movimenti della coda e contrapposizioni frontali. Soprattutto se vi sono piccoli da difendere i delfini li circondano e sbattendo fortemente la coda fanno desistere l'animale. Un simile comportamento è stato osservato anche quando ad essere minacciati dallo squalo sono stati dei bagnanti.
Lo squalo bianco è un predatore all'apice della catena alimentare ed è sempre stato considerato privo di predatori naturali. Studi condotti dalla biologa neozelandese Ingrid Visser, hanno tuttavia dimostrato, con spettacolare documentazione fotografica, che l'orca caccia e si ciba anche del grande squalo bianco, si è osservata una coppia di orche in Sudafrica mentre dava la caccia a numerosi squali bianchi e si è visto il loro sistema di caccia: con colpi di coda tramortiscono lo squalo che prima tenta la fuga, dopodiché, una delle orche, dividendosi i compiti, passa sotto la pancia dello squalo mordendolo e strappando la parte che corrisponde al fegato, organo di cui le orche, appunto, sono ghiotte in quanto ricco di sostanze nutrienti, soprattutto squalene. Osservazioni sempre più frequenti hanno riportato che la sola presenza di un pod di orche, anche se lontane, provoca la fuga di tutti i grandi squali bianchi da quel tratto di mare per periodi di tempo prolungati, spesso fino alla stagione successiva.

### Comportamento sociale

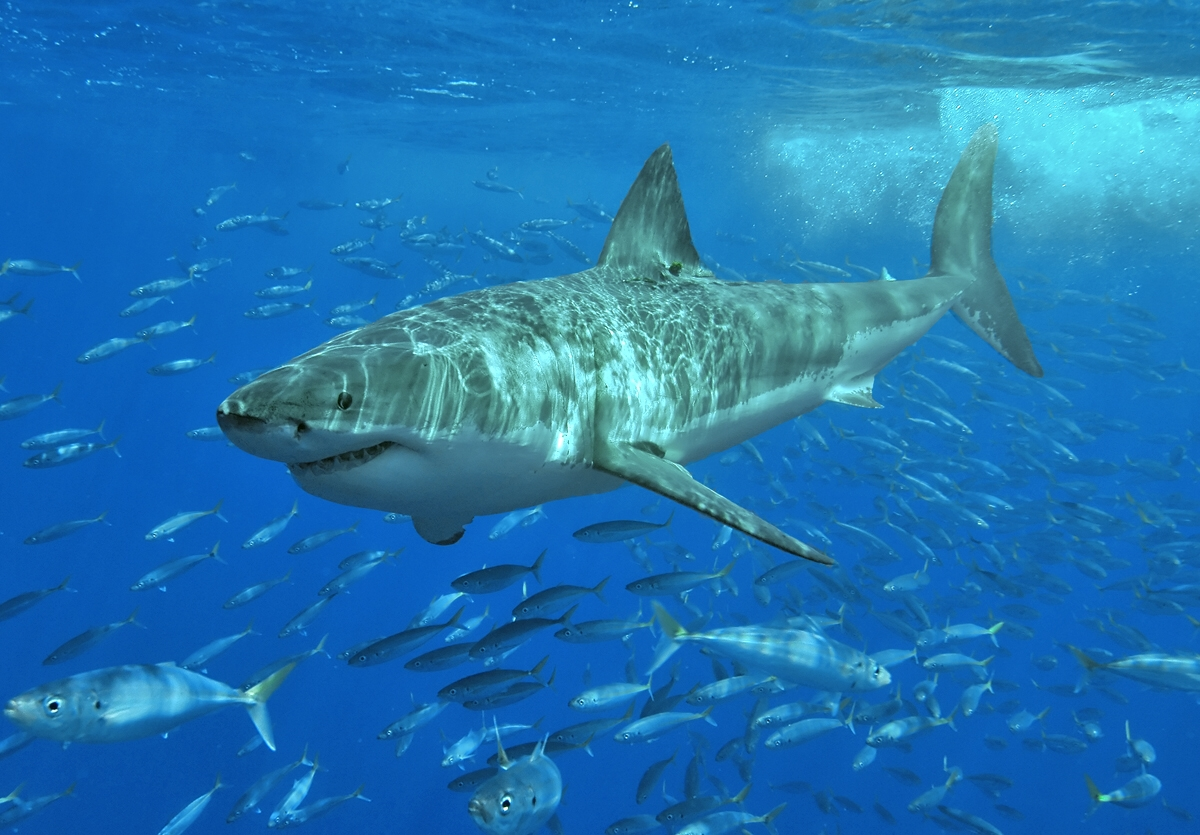
Un esemplare fotografato al largo dell'isola di Guadalupe (Messico)

Gli squali bianchi sono animali prevalentemente solitari, tuttavia capita che in certi periodi di caccia vi siano assembramenti di molti esemplari in aree ristrette. Dato che queste situazioni possono generare conflitti, gli squali bianchi hanno elaborato una modalità di comunicazione che avviene tramite movimenti del corpo aventi lo scopo di creare una gerarchia che risolva i conflitti in modo non violento. Si è allora scoperto che quando uno squalo bianco vuole prevalere nei confronti di un suo simile, esso compie particolari movimenti che segnalano intenzioni aggressive: inarca la schiena, mostra i denti, apre e chiude le fauci con rapidi scatti, sbatte violentemente la coda sulla superficie e mostra le sue dimensioni girando attorno al rivale. Spesso l'interazione si risolve con la sottomissione di uno dei due animali ma talvolta possono esservi scontri violenti, anche mortali.
Osservazioni sugli squali bianchi in Sudafrica mostrano che la gerarchia si basa sulle dimensioni, sul sesso e sulla stanzialità degli esemplari: le femmine dominano i maschi, gli squali più grandi dominano quelli più piccoli, gli stanziali dominano i nuovi arrivati. I gruppi che si vengono a formare possono essere paragonati a dei “clan” simili a quelli dei gruppi di lupi dove vi è uno squalo dominante su altri squali del gruppo e dove gli scontri avvengono tra capi e membri di clan rivali.

### Riproduzione
La maturità sessuale è raggiunta a 3,8 metri di lunghezza nei maschi e tra 4,5 e 5 metri nelle femmine. La specie è ovovivipara e non mostra il cannibalismo intrauterino come verificato invece nello squalo toro. Il parto avviene tra primavera ed estate e la gestazione dura probabilmente all'incirca un anno. I piccoli alla nascita hanno taglia compresa tra 1,2 e 1,5 metri e hanno i denti dotati di minute cuspidi laterali, con quelli inferiori talora ancora con i bordi lisci anziché seghettati. Il numero massimo di piccoli per figliata si suppone sia tra 10 e 14.

### Distribuzione e habitat
Sostanzialmente cosmopolita è diffuso particolarmente in acque fredde o temperate tra gli 11 e 24 °C, sulla costa o al largo. È particolarmente presente al largo delle coste meridionali: dell'Australia, del Sudafrica, della California, del Messico, del nord-est degli Stati Uniti e nell'isola messicana di Guadalupe, in Nuova Zelanda. È tuttavia possibile trovarlo anche in acque più calde, come ai Caraibi. Vi sono aree diventate particolarmente interessanti per l'elevato numero di esemplari presenti, come Seal Island in Sudafrica, dove vi è una colonia di decine di migliaia di otarie che attirano numerosi grandi esemplari di squali bianchi e, di riflesso, numerosi turisti che vengono ad ammirarne le predazioni. In un'area del Pacifico tra Bassa California e Hawaii vi è il cosiddetto White Shark Café, ricco di squali bianchi per ragioni tuttora poco chiare.
Presente anche nel Mar Mediterraneo dove vi è una zona di riproduzione nell'area che comprende la Sicilia, Malta e la Tunisia. Uno studio del 2010 effettuato sul patrimonio genetico di squali bianchi presenti in Turchia, Tunisia e Sicilia e pubblicato sulla rivista Proceedings of the Royal Society ha ipotizzato che gli squali bianchi del mediterraneo siano arrivati dall'Australia 450.000 anni fa attraverso lo Stretto di Gibilterra a causa di un errore nel seguire le correnti marine e che non siano più riusciti ad uscirne. A dimostrarlo sarebbe il loro patrimonio genetico, molto più simile a quello degli squali bianchi australiani rispetto a quello degli squali bianchi atlantici. Lo stesso studio, inoltre, sostiene che poiché gli squali atlantici entrano nel Mediterraneo assai raramente, gli squali bianchi del mediterraneo siano isolati geneticamente.
È uno squalo pelagico, ma si avvicina alle coste particolarmente nelle zone dove la piattaforma continentale è molto vicina ad esse o nelle aree particolarmente ricche di potenziali prede (come, ad esempio, colonie di otarie, foche o pinguini). Non tollera le acque dolci ma può frequentare aree vicino ad estuari e penetrare all'interno di baie saline poco interessate a fenomeni di bassa marea, nonché in aree dove sono presenti scarichi fognari, dato che i residui organici attirano l'attenzione dei sensi dello squalo. Tende a restare ad una profondità che va dalla superficie ai 250 metri, anche se può scendere molto oltre, fino a 1.200 metri e compie numerose tratte trans-oceaniche, per esempio dal Sudafrica all'Australasia o dalla California alle Hawaii. È assente nelle regioni fredde: dell'Artico, dell'Antartico, nel Mar Nero e nel Mar Baltico. Tende ad evitare le zone nelle quali la presenza umana si manifesta con pesca eccessiva e inquinamento delle acque, tuttavia sembra che persista in alcune aree densamente abitate come lo Stretto di Messina o le spiagge californiane e australiane. Di tanto in tanto, questa specie può raggiungere anche il Mare di Ochotsk e la Terra del Fuoco, ma solo raramente.

### Longevità e maturità sessuale
Secondo uno studio del 2014, la durata della vita dei grandi squali bianchi è stimata in 70 anni o più, ben al di sopra delle stime precedenti, rendendolo uno dei pesci cartilaginei più longevi attualmente conosciuti. Secondo lo stesso studio, i grandi squali bianchi maschi impiegano 26 anni per raggiungere la maturità sessuale, mentre le femmine impiegano 33 anni per essere pronte a produrre prole.

## Rapporti con l'uomo
È tra gli squali giudicati pericolosi per l'uomo, insieme al pinna bianca oceanico, allo squalo tigre e allo squalo leuca (Carcharhinus leucas) e spesso viene definito "il mangiatore di uomini". In effetti lo squalo bianco è pericoloso per l'uomo qualora vi si entri in contatto, dato il suo morso micidiale e la sua abitudine di attaccare otarie, foche e leoni marini in prossimità della superficie, anche se questi attacchi sono spesso dei morsi esplorativi o potrebbero essere dovuti alla somiglianza che ha, vista dal basso, la forma di un surfista steso sulla tavola rispetto a quella dei mammiferi marini sopracitati. Lo squalo bianco non è però un pericolo in termini assoluti, poiché escludendo le aree geografiche nelle quali è notoriamente presente in alte concentrazioni, la probabilità di incontrare uno squalo bianco durante una normale attività ricreativa è estremamente bassa.

### Statistiche sugli attacchi

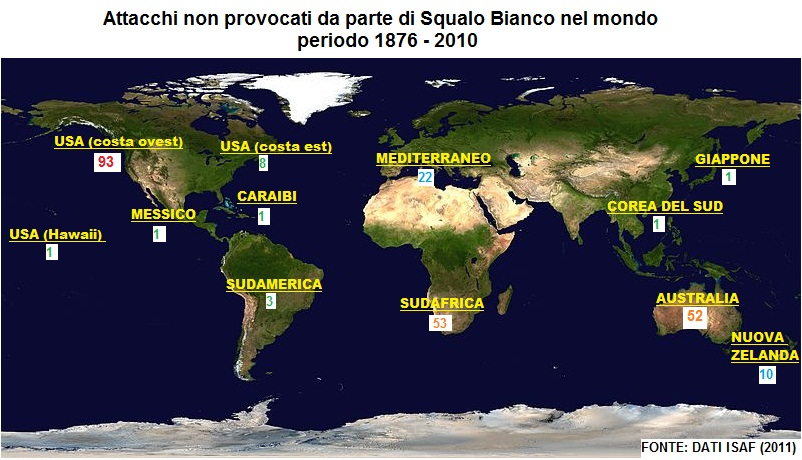
Locazione geografica degli attacchi non provocati di Squalo Bianco nel mondo

Il Florida Museum of Natural History cura un database chiamato ISAF (International Shark Attack File) all'interno del quale vengono censiti tutti gli attacchi di squalo nel quale sono coinvolti gli esseri umani (in acqua e su imbarcazioni). Ovviamente sono registrati soltanto gli attacchi non provocati. Per quanto riguarda lo squalo bianco le statistiche dicono che nel mondo, tra il 1876 e il 2010 vi sono stati 244 attacchi non provocati dei quali 65 si sono rivelati mortali. La stragrande maggioranza degli attacchi avviene in acque superficiali e gli stati più coinvolti sono: Florida, California, Australia, Hawaii, Figi, Bahamas e Sudafrica. Il tasso di mortalità degli attacchi è in forte discesa, sia per la sempre maggiore informazione che viene fatta nelle spiagge a rischio, sia per le reti protettive che vengono installate nei luoghi turistici.
Parallelamente all'ISAF è stato istituito anche il MEDSAF (Mediterranean Shark Attack File) che classifica gli attacchi di squalo non provocati nel solo Mediterraneo. Secondo i dati presenti in questo database, dal 1890 al 1998 lo squalo bianco è stato sicuramente responsabile del 60,6% degli attacchi totali di squalo avvenuti nel mediterraneo (37 attacchi) e del 52% degli attacchi mortali (22 morti). È da considerare comunque che molti attacchi, specie in passato, non sono mai stati segnalati. Dal medesimo database si apprende che l'ultimo attacco mortale di squalo nel Mediterraneo è stato causato da uno squalo bianco la mattina del 2 febbraio 1989, nel Golfo di Baratti (Piombino), ai danni del sub Luciano Costanzo, molestato a 27 metri di profondità mentre puliva dei cavi sottomarini, e ucciso in superficie mentre tentava di raggiungere la barca di appoggio.

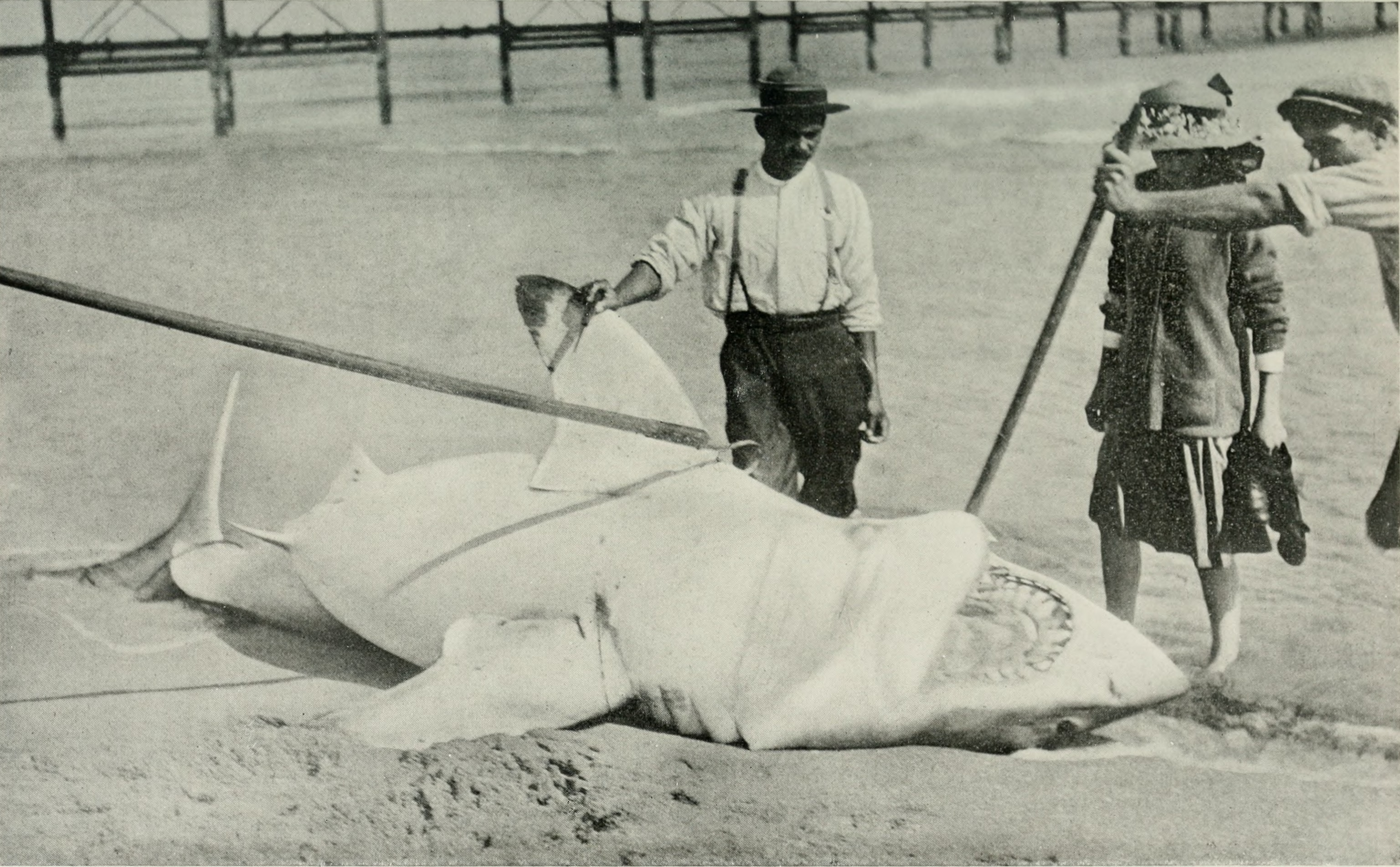
Un esemplare preso a Palm Beach, in Florida, dicembre 1913.

Nonostante questi dati possano sembrare inquietanti, in realtà l'ISAF si propone di spingere l'opinione pubblica verso un approccio più razionale al problema. Ha perciò fornito un dettagliato numero di casi di morte per diversi motivi comparandone i rischi con quelli relativi agli attacchi di squalo.

### Squali bianchi in cattività
Allo stato attuale (2023) non si hanno notizie di squali bianchi in cattività, sebbene alcuni acquari siano riusciti ad ospitarne alcuni esemplari per periodi più o meno lunghi.
Nell'agosto del 1980 una femmina di 2,4 metri, "Sandy" fu ospitata nel California Academy of Sciences a San Francisco in California, ma venne liberata perché si rifiutava di mangiare e sbatteva contro le pareti della vasca.
Nell'agosto del 1981 uno squalo bianco è sopravvissuto per 16 giorni al SeaWorld di San Diego in California, prima di essere rilasciato.

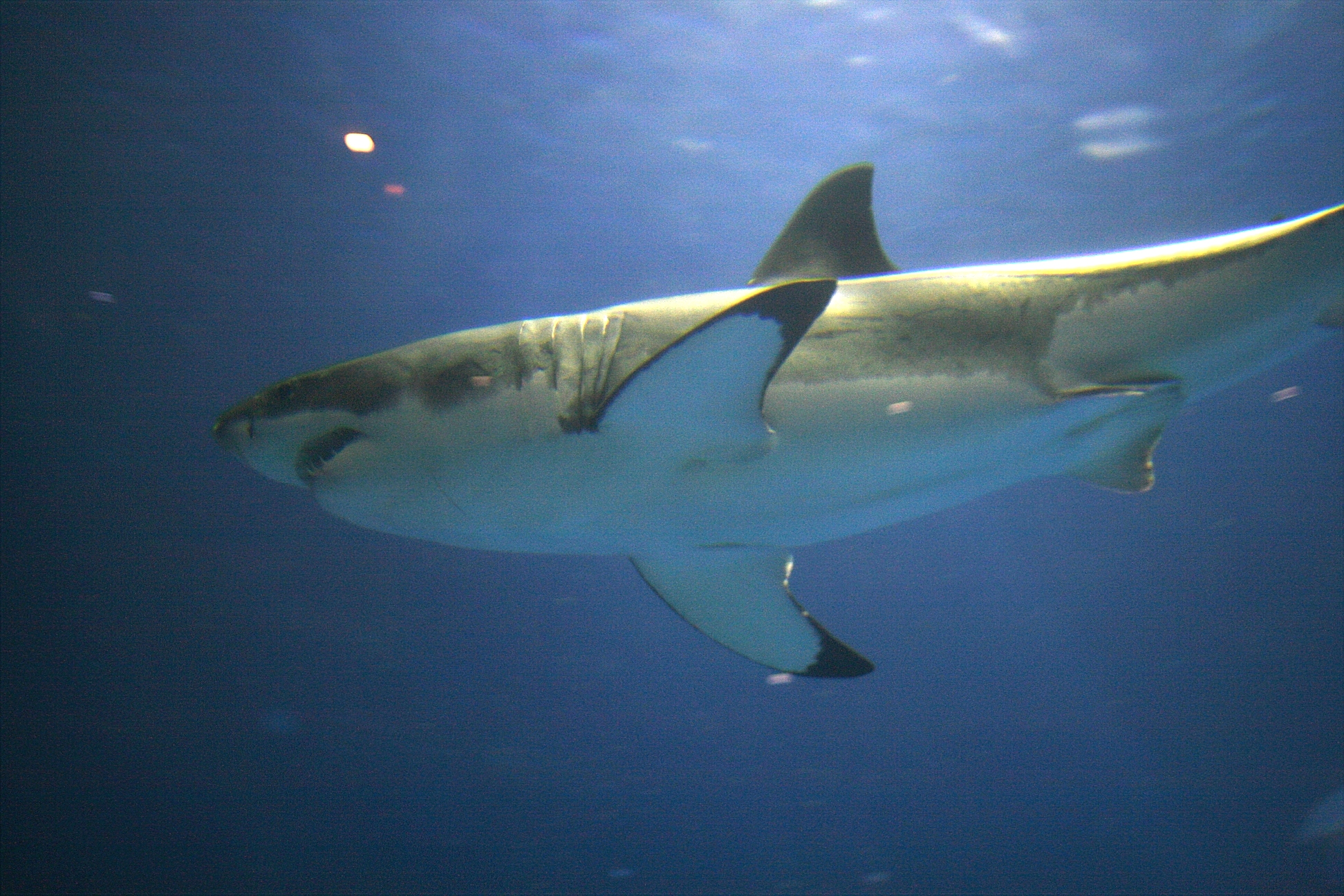
Uno squalo bianco nuota nel Monterey Bay Aquarium

Il Monterey Bay Aquarium ha ospitato e poi liberato cinque diversi squali bianchi in cattività. Il primo esemplare, una femmina, è stato introdotto nel 2004 ed è rimasto in esposizione per 198 giorni, record assoluto di permanenza di uno squalo bianco in cattività. Nell'agosto del 2006 uno squalo bianco maschio è rimasto in vasca per 137 giorni, nell'agosto del 2007 un altro maschio è stato tenuto in cattività per 162 giorni mentre nell'agosto 2008 la permanenza di una femmina è stata soltanto di 11 giorni. L'ultimo squalo ad essere ospitato nell'acquario californiano è stata una femmina che vi è rimasta per 70 giorni ed è stata liberata il 4 novembre 2009, in anticipo sui tempi previsti a causa del comportamento aggressivo che manifestava verso gli altri squali. Quest'ultima è stata l'unica dei cinque squali catturati a morire dopo la liberazione, in quanto nel marzo 2010 è stata uccisa da una rete da pesca. Dei cinque squali, tre sono stati catturati appositamente per essere inseriti nell'acquario, due invece vi sono giunti per cattura accidentale da parte di pescherecci. Tutti gli squali al momento della liberazione sono stati dotati di un sensore che ne ha monitorato gli spostamenti per alcuni mesi.

### Squali bianchi e turismo
Il fascino degli squali bianchi spinge molti turisti a recarsi nei luoghi dove è possibile avvistarli e osservarli in immersione. I luoghi più quotati per lo "shark tourism" sono generalmente: Seal Island in Sudafrica, Cape Cod in Massachusetts, l'isola di Guadalupe in Messico, le Neptune Islands in Australia e Stewart Island in Nuova Zelanda. Ci sono diversi metodi di approccio. È possibile osservare gli squali dalla barca grazie alle operazioni di pasturazione ("chumming") del mare con sangue e materiali organici di prede abituali degli squali, in modo da attirare lo squalo verso la barca. Un altro metodo è quello di legare alla barca una fune dove all'altro capo viene agganciata la sagoma di una foca: lo squalo vede la sagoma e l'attacca dal basso effettuando un salto fuori dall'acqua, per la gioia delle camere dei turisti.
L'osservazione può essere fatta anche in acqua grazie all'ausilio di gabbie metalliche, sempre previa pasturazione del mare circostante. L'osservazione e l'interazione con grandi squali bianchi fuori dalla gabbia viene effettuata solo da pochi e coraggiosi esperti data la pericolosità dell'animale. 

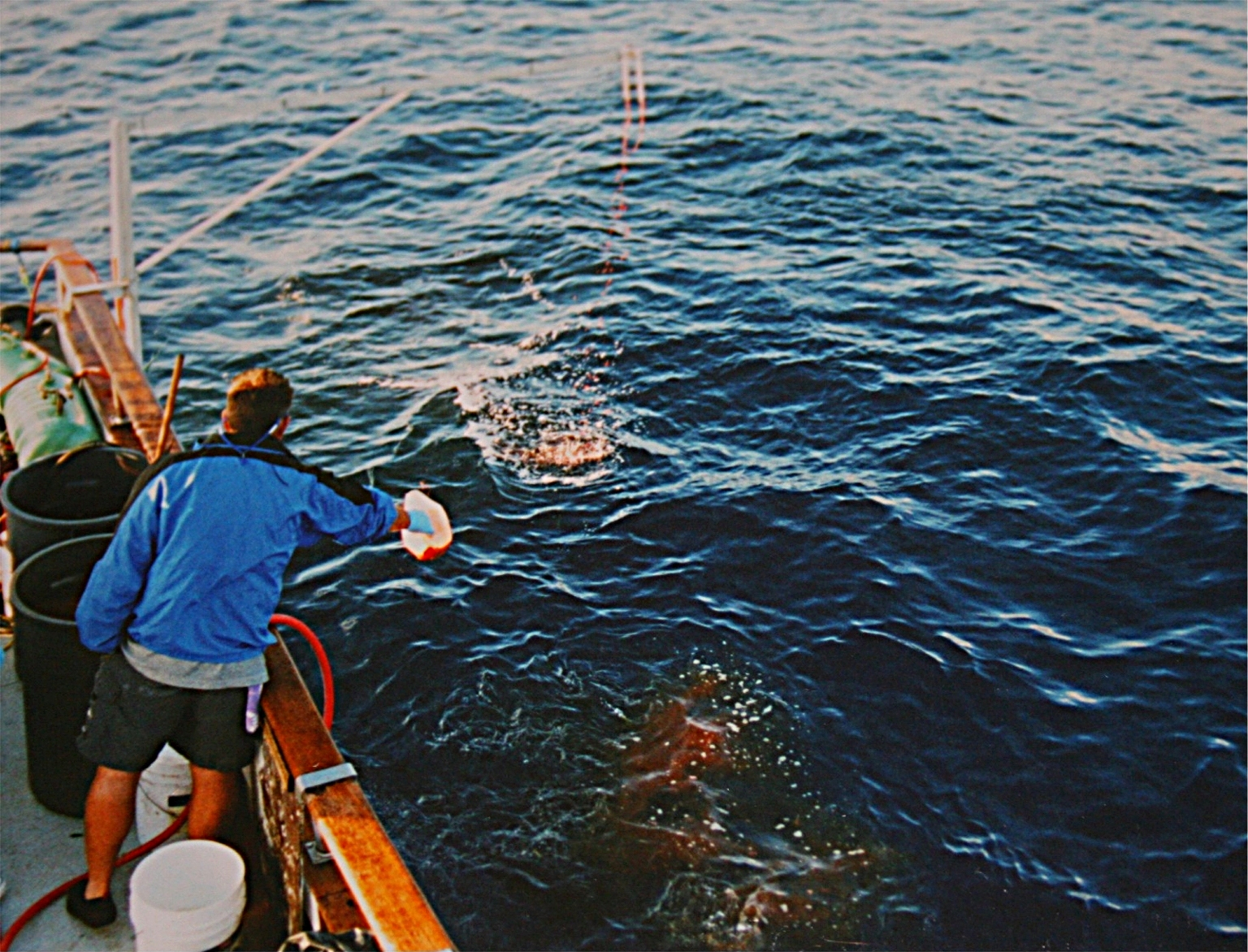
Il chumming

Attualmente è in corso una polemica tra gli addetti ai lavori sull'opportunità di attirare gli squali con materiali organici, in quanto alcuni ricercatori sostengono che nel tempo gli squali potrebbero associare l'uomo alla presenza di esche e sangue, con relativo pericolo per i bagnanti. Da parte degli operatori turistici viene però fatto notare come questa presunta associazione sia ancora tutta da dimostrare, in quanto le aree di pasturazione sono già aree di caccia per gli squali. Inoltre viene posto l'accento sull'importanza del turismo per la salvaguardia dello squalo: infatti sensibilizzerebbe l'opinione pubblica sulla necessità di proteggere lo squalo bianco e spingerebbe gli abitanti del posto a proteggere le aree turistiche, al fine di salvaguardare il non indifferente indotto economico dovuto alla presenza di questi squali. Questo non toglie che in alcuni stati, come l'Alabama la pasturazione sia vietata per legge, al fine di salvaguardare i bagnanti.

## Stato di conservazione
Lo squalo bianco è attualmente minacciato e rientra tra le specie protette dalla Convenzione sul commercio internazionale delle specie minacciate di estinzione (CITES). Leggi specifiche sono state inoltre deliberate dagli Stati di Australia, Sudafrica, Namibia, Israele, Malta, Italia, California, Florida e Nuova Zelanda. L'Australia ha messo a punto un piano di recupero globale per i grandi squali bianchi presenti nelle sue acque.
Le cause della diminuzione degli esemplari consistono nel depauperamento del patrimonio ittico di cui lo squalo bianco si nutre, la pesca accidentale soprattutto in tonnare o spadare, quella a scopo sportivo o mirata alla commercializzazione di denti, pinne o mandibole complete e la presenza di reti alla deriva. Come per gli altri squali è oggetto di pesca commerciale a scopo alimentare per la preparazione della zuppa di pinne di squalo anche se non rientra tra le specie privilegiate e la sua carne non sembra essere particolarmente pregiata.

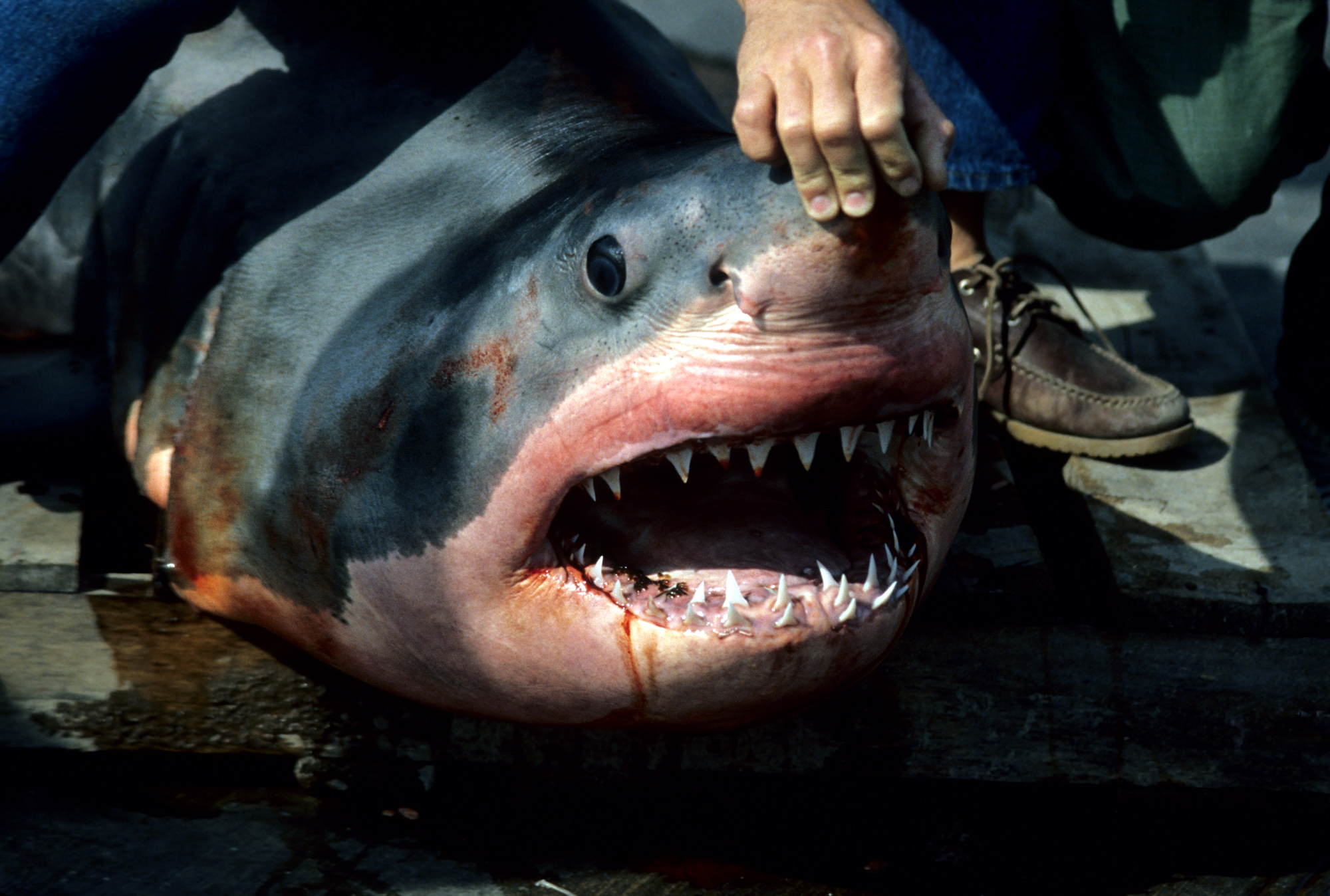
Un esemplare catturato

L'Unione Internazionale per la Conservazione della Natura (IUCN) lo ha inserito nella sua lista rossa classificandolo come vulnerabile, stima effettuata quando si riteneva che lo squalo bianco fosse un animale fondamentalmente stanziale. Recentemente, però, uno studio dell'Università di Stanford ha evidenziato che lo squalo bianco compie migrazioni fino a 18 000 km, per cui ultimamente si ipotizza che spesso sia stato contato più volte uno stesso esemplare. Questo significa che la popolazione di squali bianchi nel mondo è stata finora grandemente sovrastimata e si ipotizza un futuro aggiornamento dello stato di rischio, in quanto il nuovo calcolo proposto dall'università di Stanford ipotizza la presenza di soli 3.500 esemplari in tutto mondo, meno delle tigri.

## Documentari
Sono stati realizzati numerosi documentari su questo animale e uno dei primi e più interessanti è "Mare Blu, Morte Bianca", del 1971, con immagini subacquee, molto ben realizzate e servizi specializzati. Seguì anche "Uomini e squali" di Bruno Vailati del 1976. Il National Geographic ha prodotto numerosi documentari sugli squali e sul loro rapporto con l'uomo, tra i quali "Oltre la paura - Comunicare con i grandi squali bianchi", "Squali assassini", "Squali feroci". Memorabile è anche il documentario di Jacques-Yves Cousteau "Il grande squalo bianco" del 1992. È da ricordare anche il più recente Sharkwater, del 2007, che ha ricevuto numerosi premi.